# Ziaran
Ziaran (en persa: زیاران‎ romanizado Como Zīārān) es una ciudad de Irán en la provincia de Qazvín. Tiene una población de 4279 habitantes (2011). La cual hablan un Idioma iranio llamado tati.